# Așa sunt eu!
Așa sunt eu! este al treilea album de studio al cântăreței Andreea Bălan, lansat în luna aprilie a anului 2004. Spre deosebire de materialele anterioare, Așa sunt eu! a avut un sound mai dur, orientat spre pop-rock, având și o colaborare rap, artista îndepărtându-se de imaginea de „prințesă pop dance” promovată până atunci. Odată cu schimbarea de imagine, a fost criticată că o imită pe Christina Aguilera, însă Bălan a negat această comparație.
Albumul este considerat de cântăreață ca fiind cel mai personal, declarând că „Albumul reliefează experiențe din trecutul meu și doresc ca fanii să mă cunoască mai bine prin intermediul textelor.” Artista s-a implicat mai mult în procesul de producție al albumului, ajutând la scrierea a șase piese. 
Așa sunt eu! conține nouă piese și trei remixuri, în lista de cântece fiind inclus și remixul UNU' in The Dub al single-ului „Plâng de dor” inclus pe ediția specială a albumului Liberă din nou și pe maxi single-ul Plâng de dor.
Primul single, „Aparențe” a fost lansat în ianuarie 2004 și a atins locul 48. Aceasta a fost primul ei album care a produs hituri de top 40 în Romanian Top 100: „Oops, eroare!”, „Evadez” și „Invidia”. Ultimul single, „O străină” a devenit cântecul artistei cu cea mai joasă poziție în top, debutând pe locul 93 și ieșind din clasament săptămâna următoare.

## Înregistrarea și compoziția
Bălan a lucrat la album timp de șase luni cu șase compozitori. Textele compuse erau agresive, stilul muzical abordat reprezentând încercarea artistei de a se îndepărta de perioada Andre.
„Albumul 'Așa sunt eu' este o emblemă a perioadei mele adolescentine și a maturizării ca adult. Am vorbit despre toate frământările pe care le-am avut de-a lungul anilor, începând din copilărie până la începutul carierei solo.”—Andreea Bălan.

## Recepția
Apropo.ro a descris albumul ca fiind "excelent".

## Lista de piese
| No. | Numele piesei                        | Muzica                                            | Versurile                  | Durata |
| --- | ------------------------------------ | ------------------------------------------------- | -------------------------- | ------ |
| 1   | „Aparențe” (vs. Adrian)              | Marius Moga                                       | Marius Moga                | 4:03   |
| 2   | „Oops...Eroare!”                     | Marius Moga                                       | Marius Moga                | 3:35   |
| 3   | „Evadez”                             | Teo Păcurar                                       | Teo Păcurar, Andreea Bălan | 3:31   |
| 4   | „Iubește-mă”                         | Marius Moga, Mihai Coporan                        | Marius Moga                | 4:04   |
| 5   | „O străină”                          | Marius Moga                                       | Andreea Bălan, Marius Moga | 4:26   |
| 6   | „9 din 10”                           | Eduard Alexandru, Bogdan Popoiag                  | Teo Păcurar, Andreea Bălan | 3:45   |
| 7   | „Invidia”                            | Eduard Alexandru, Dan Griober, Viorica Stegărescu | Teo Păcurar, Andreea Bălan | 4:01   |
| 8   | „Paparazzi”                          | Săndel Bălan                                      | Lucian Ionescu             | 3:29   |
| 9   | „Imagine”                            | Teo Păcurar                                       | Andreea Bălan, Teo Păcurar | 3:18   |
| 10  | „Plâng de dor” (UNU' in The Dub)     | Marius Moga,Eduard Alexandru                      | Andreea Bălan              | 3:59   |
| 11  | „O străină” (Smiley & Moga 50's RMX) | Marius Moga, Smiley                               | Andreea Bălan, Smiley      | 4:36   |
| 12  | „Aparențe” (Hip Hop RMX)1 vs. Adrian | Marius Moga                                       | Marius Moga                | 4:05   |

1Remix realizat de Sebastian Zsemlye

## Piese promovate
| Piesa            | Clasamentul      | Poziția maximă |
| ---------------- | ---------------- | -------------- |
| „Aparențe”       | Romanian Top 100 | 48             |
| „Oops...Eroare!” | Romanian Top 100 | 40             |
| „Evadez”         | Romanian Top 100 | 22             |
| „Invidia”        | Romanian Top 100 | 35             |
| „O străină”      | Romanian Top 100 | 93             |